# Distretto di Yucay
Il distretto di Yucay è uno dei sette distretti della  provincia di Urubamba, in Perù. Si trova nella regione di Cusco.